# Armando Peraza
Armando Peraza (L'Avana, 30 maggio 1924 – San Francisco, 14 aprile 2014) è stato un percussionista latin jazz cubano.
Grazie alle sue collaborazioni con il chitarrista Carlos Santana, il pianista jazz George Shearing e il vibrafonista Cal Tjader, tra il 1950 al 1990, è riconosciuto a livello internazionale come una delle più importanti figure nell'ambito delle percussioni latine. Conosciuto soprattutto come conguero e bongocero, Peraza è anche un abile ballerino e compositore. È apparso nelle registrazioni di Pérez Prado, Machito, George Shearing, Charlie Parker, Tito Puente, Cal Tjader e Carlos Santana.
Le performance con Santana, Shearing e Tjader lo portarono alla fama internazionale. È stato introdotto nella Smithsonian Institution e ha avuto tre "Armando Peraza Days" dalla città di San Francisco.

## Biografia
Nato a Lawton Batista, L'Avana, Cuba, rimase orfano all'età di 7 anni e ha vissuto per le strade, vendendo verdura. Si guadagnò una buona reputazione come sportivo nel baseball e nel pugilato. Un tempo, infatti, era allenatore di boxe. Durante una partita di baseball incontrò un musicista che lo portò al suo primo ingaggio da professionista con il famoso e locale direttore d'orchestra Alberto Ruiz.
Iniziò la sua carriera da musicista come batterista e ballerino nelle piccole band di L'Avana.
Lasciò Cuba nel 1948 per trasferirsi in Messico per curare un suo vecchio amico, il batterista Mongo Santamaría. Successivamente, nel 1949 arrivò a New York dove, dopo aver suonato con la band di Machito, venne ingaggiato da Charlie Parker per delle registrazioni insieme a Buddy Rich e molti altri. Dopo un periodo trascorso in Messico, dove ha registrato numerose colonne sonore insieme a Pérez Prado per l'industria del cinema messicano, tornò negli Stati Uniti e si stabilì a San Francisco, dove attualmente vive. Durante la sua permanenza sulla costa occidentale, suonò con Dizzy Gillespie in tour con Charles Mingus e Dexter Gordon su e giù per la California.
Nel 1954, pur lavorando a San Francisco con il pianista Dave Brubeck, Peraza incontrò Cal Tjader, che era il batterista di Brubeck. Il compositore jazz Leonard Feather raccomandò Peraza alla Fantasy Records, insieme a Tjader per registrare un album afro-cubano, chiamato Ritmo Caliente ed è stato innovativo per l'utilizzo di strumenti afro-cubani. Durante questo periodo, Peraza venne introdotto dal pianista inglese George Shearing e dal bassista Al McKibbon. Peraza si unì alla band per ben 12 anni che lo ha portato in prima linea fra i musicisti afro-cubani. È stato durante il periodo con Shearing che emerse il talento di compositore di Peraza, nel quale scrisse e registrò ventuno canzoni per il pianista, come "Mambo in Chimes", "Mambo in Miami", "Ritmo Africano", "Armando's Headway", "This Is Africa", "Estampa Cubana" e molti altri. Queste registrazioni sono state al centro della "mambo mania" che portò Peraza al successo.

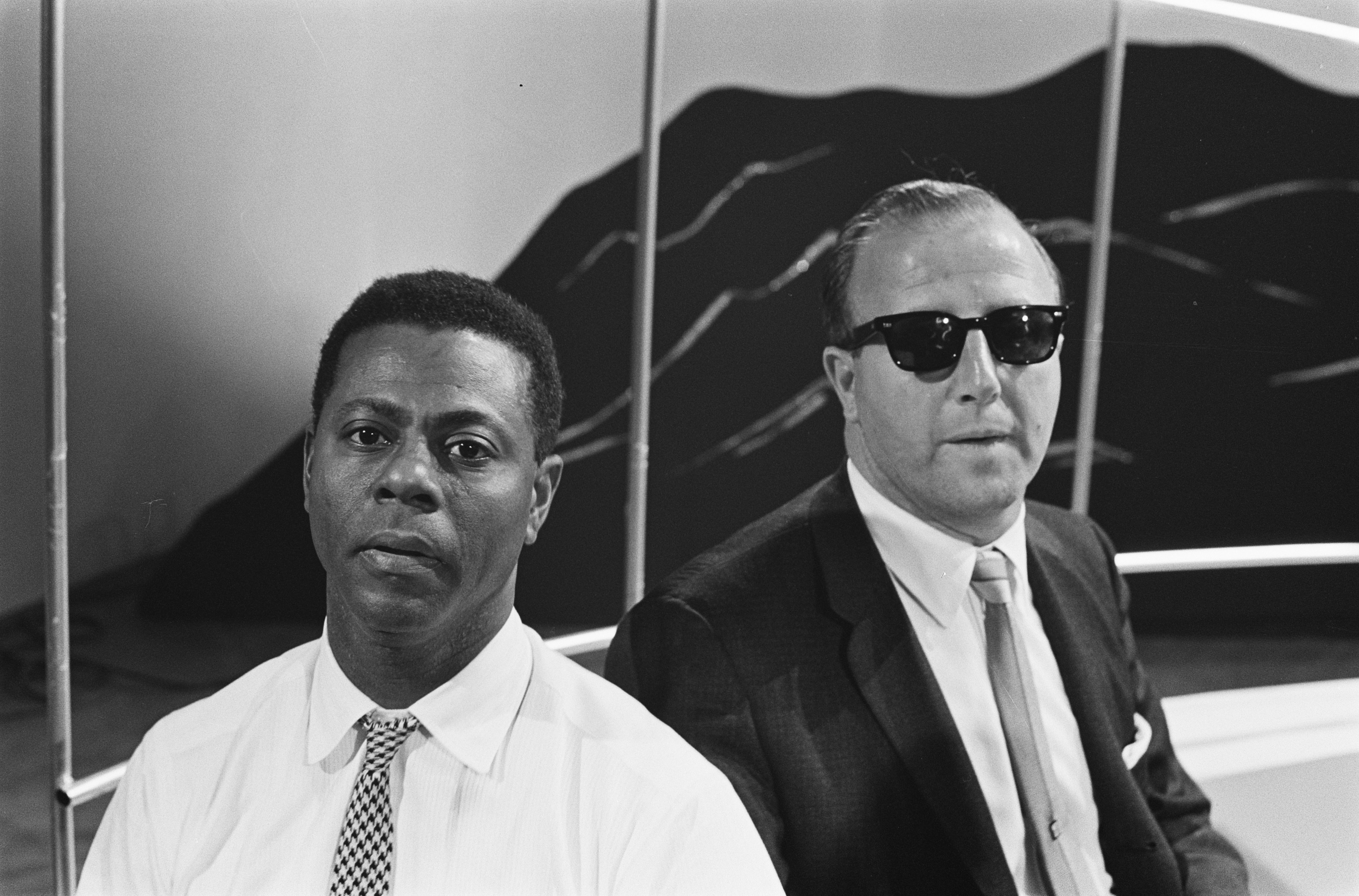
Armando Peraza con George Shearing nel 1962

La straordinaria tecnica e la forza espressiva di Peraza caratterizzarono lo stile dello stesso Shearing. I due fecero il giro del mondo, ma è stato in America dove ha vissuto il razzismo istituzionalizzato. Un esempio è stato un incidente accaduto a Miami durante gli incontri fra Shearing e Peggy Lee nel 1959: a Peraza e agli altri membri della band di colore non è stato permesso entrare nell'albergo, rispetto ai colleghi bianchi. Shearing e Lee risolsero la situazione minacciando di "tirare fuori le prestazioni", affinché Peraza e gli altri potessero entrare nell'albergo. Quello di Shearing fu uno dei primi gruppi jazz razzialmente integrato. Con Shearing Peraza ebbe l'opportunià di suonare con le orchestre sinfoniche di Boston, Philadelphia, New York e Oklahoma City. Ha inoltre partecipato a due spettacoli organizzati per la regina Elisabetta II d'Inghilterra.
Nel 1959, Peraza partecipò alla registrazione di Mongo, un album di Mongo Santamaría, uno dei dischi più importanti della storia della musica afro-cubana. Partecipò anche il batterista Francisco Aguabella, un altro amico di Peraza, sul brano "Afro-blue", diventato un classico dopo che lo registrò John Coltrane.
Nei primi anni sessanta, Peraza si unì a Tjader per i prossimi sei anni. Venne incoraggiato dal suo amico, il batterista jazz Shelly Manne a continuare a registrare nel sud della California. Peraza si esibì in tutti i locali delle zone circostanti, tra cui nel Manhole Shelley (di proprietà di Shelley). Un punto culminante per la carriera di Armando Peraza fu la sua esibizione con la band di Stan Kenton all'apertura dell'Hollywood Bowl. Grazie alla sua amicizia con Manne, quest'ultimo presentò a Peraza Judy Garland, che immediatamente lo scritturò nella sua orchestra per il The Judy Garland Show, una serie televisiva del 1963-1964. Nell'autunno del 1964, registrò con Cal Tjader l'LP Soul Sauce. Il singolo "Guachi Guaro" vinse nel 1965 un Grammy Award.
L'adattabilità e la mente aperta sono le caratteristiche d'approccio di Peraza, così che quando la musica rock prese in mano il business negli anni sessanta, Peraza divenne il primo percussionista afro-cubano ad aggiungere le classiche percussioni, quali congas e bongos, ad un pezzo rock, in particolare sul brano Cristo Redentor degli Harvey Mandel nel 1968.
Nel 1972, all'età di 48 anni, Peraza entrò nel gruppo di Santana, che stava entrando in un periodo più creativo e ha contribuito nella fusione di generi nella band di musica afro-cubana, rock, jazz e blues. Peraza rimase con Santana per circa vent'anni, suonando con percussionisti eccellenti, quali José Chepito Areas, Mingo Lewis, Oreste Vilatò e Raul Rekow. Scrisse per la band almeno 16 canzoni, tra cui il più famoso è probabilmente "Gitano" dell'album Amigos. Ha dato poi una sfumatura jazz al brano "Mandela" dell'album Freedom. Alcuni di questi brani mettono proprio in evidenza la grande tecnica di Peraza, tra cui "Hannibal" (Zebop!), "Bambele" e "Bambara" (entrambi su Viva Santana!) e "Mother Africa" (Welcome). Lavorò con John Lee Hooker, Patti Austin, Linda Ronstadt.

### Gli anni novanta e duemila

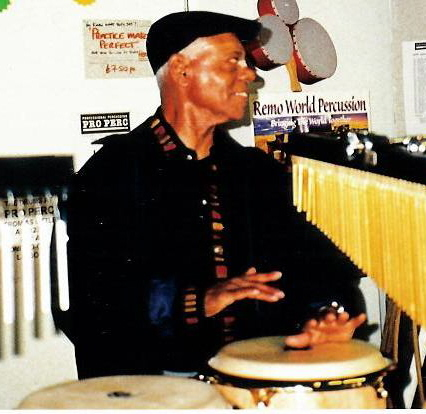
Armando Peraza a Londra nel 1999

Peraza si ritirò dalla band di Santana nel 1990, all'età di 66 anni, anche se partecipò ad un grande concerto a Santiago con la medesima band davanti a un pubblico di 100.000 persone.
A partire dalla fine degli anni novanta Peraza è rimasto in semi-pensione a San Mateo, in California, con Josephine, sua moglie e partner d'affari per più di trent'anni.
Nel 2002, tornò a Cuba, il suo primo viaggio verso la sua patria dopo più di 50 anni. Nel 2005, è apparso in una registrazione del musicista John Santos. Nel luglio del 2006, Peraza, all'età di 82 anni, prese di nuovo parte nella band di Santana per il Montreux Jazz Festival in Svizzera. Più tardi, nel mese di agosto, Peraza è comparso al jazz festival di San José.
Nel gennaio 2007, Peraza ha ricevuto un "Peraza Lifetime Achievement Award" dalla Voices of Latin Rock. La mostra omaggio si è svolta presso la storica discoteca Bimbo's a San Francisco, che ha visto la partecipazione di Carlos Santana, che ha presentato a Peraza il premio. Hanno partecipato anche i membri del gruppo Malo e quelli originali dei Santana, ovvero José Chepito Areas, Michael Shrieve, Mike Carabello e Gregg Rolie.
Peraza ha una figlia, Tracy, e tre nipoti: Adriel, Jalil e Jehireh.
È deceduto a San Francisco nel 2014 all'età di 89 anni.

## Discografia
- 1944 - Conjunto Kubavana - Rumba En El Patio
- 1948 - Machito and his Orchestra w/Charlie Parker - Afro-Cuban Jazz Suite
- 1949 - Machito - Cu-Bop City
- 1959 - More Drums On Fire
- 1960 - The Soul Of Jazz Percussion
  - inoltre pubblicato in versione CD come Donald Byrd & Booker Little "The Third World" (1999)
- 2003 - Slim Gaillard - Laughing In Rhythm

### Come solista
- 1968 - Wild Thing (Skye Records)
- 1985 - Roar

### Con George Shearing
- 1955 - Shearing In Hi-Fi (MGM)
- 1955 - George Shearing Caravan (MGM)
- 1955 - An Evening With George Shearing (MGM)
- 1955 - The Shearing Spell (Capitol)
- 1956 - Velvet Carpet (Capitol)
- 1956 - Latin Escapade (Capitol)
- 1957 - Black Satin (Capitol)
- 1958 - In The Night (Capitol - George Shearing e Dakota Staton)
- 1958 - Burnished Brass (Capitol)
- 1958 - Blue Chiffon' (Capitol)
- 1958 - Latin Lace (Capitol)
- 1959 - George Shearing On Stage (Capitol)
- 1959 - Latin Affair (Capitol)
- 1959 - Beauty And The Beat (Capitol - George Shearing e Peggy Lee)
- 1959 - On The Sunny Side Of The Strip (Capitol)
- 1959 - Satin Affair (Capitol)
- 1960 - White Satin (Capitol)
- 1961 - The Swinging's Mutual (Capitol - George Shearing e Nancy Wilson)
- 1962 - Mood Latino (Capitol)
- 1962 - San Francisco Scene (Capitol)
- 1962 - Love Walked In (Jazzland - George Shearing e The Montgomery Brothers)
- 1965 - Rare Form (Capitol)
- 1965 - Latin Rendezvous (Capitol)